# 第3高射群
第3高射群（だい3こうしゃぐん、英称：3rd Air Defence Missile Group）とは、北部航空方面隊に属していた高射群である。本部は千歳基地（北海道千歳市）に所在しており、4つの高射隊を傘下に抱えていた。主な任務は、飛来する敵の航空戦力を長射程の地対空ミサイル（SAM）により遠距離で迎撃することである。2023年3月に、6個高射群から4個高射群への再編に伴い、第6高射群とともに廃止・統合され、北部高射群となる。

## 沿革
- 1970年（昭和45年）6月30日：「第3高射群」が編成。
- 1990年（平成02年）3月31日：全ての高射隊の改編完了（ナイキ-Jシステムからペトリオットシステムへ）。
- 2015年（平成27年）10月28日：第9高射隊にPAC-3を配備。
- 2023年（令和05年）3月16日：第3高射群と第6高射群が廃止・統合となり、北部高射群に改編。

## 廃止時の部隊編成
特記ないものはすべて千歳基地に所在。
- 第3高射群本部
  - 指揮所運用隊
  - 整備補給隊
  - 第9高射隊
  - 第10高射隊
  - 第11高射隊（長沼分屯基地）
  - 第24高射隊（長沼分屯基地）

## 歴代の第3高射群司令
| 代 | 氏名       | 在職期間                        | 前職                                                | 後職                                                             |
| -- | ---------- | ------------------------------- | --------------------------------------------------- | ---------------------------------------------------------------- |
| 01 | 遠山司三郎 | 1970年06月30日 - 1972年02月15日 | 第2航空団付                                         | 航空総隊司令部防衛部長                                           |
| 02 | 奥田克彦   | 1972年02月16日 - 1973年12月16日 | 航空自衛隊第2術科学校第3教育部長                    | 実験航空隊飛しょう体実験隊長                                     |
| 03 | 荒木貞一   | 1973年12月17日 - 1976年03月15日 | 実験航空隊飛しょう体実験隊長                        | 航空自衛隊幹部候補生学校 第1教育部長                             |
| 04 | 東條敏夫   | 1976年03月16日 - 1977年07月31日 | 航空幕僚監部監理部総務課勤務                        | 輸送航空団副司令                                                 |
| 05 | 山下和男   | 1977年08月01日 - 1979年07月31日 | 自衛隊宮崎地方連絡部長                              | 防衛大学校訓練部学生課長                                         |
| 06 | 高橋恆清   | 1979年08月01日 - 1980年06月15日 | 航空幕僚監部人事教育部付                            | 北部航空方面隊司令部勤務                                         |
| 07 | 瀧沢欣司   | 1980年06月16日 - 1982年08月01日 | 航空幕僚監部防衛部勤務                              | 統合幕僚会議事務局第3幕僚室勤務                                  |
| 08 | 水上章     | 1982年08月02日 - 1984年01月16日 | 第12飛行教育団基地業務群司令                        | 航空自衛隊補給本部勤務                                           |
| 09 | 富永成文   | 1984年01月17日 - 1986年03月16日 | 第1高射群副司令                                     | 航空自衛隊術科教育本部教育部長                                   |
| 10 | 川勝章男   | 1986年03月17日 - 1988年03月15日 | 航空自衛隊幹部学校勤務                              | 第1航空団副司令                                                  |
| 11 | 田中伸昌   | 1988年03月16日 - 1991年03月15日 | 中部航空警戒管制団基地業務群司令                    | 航空開発実験集団司令部幕僚長 （空将補昇任）                      |
| 12 | 武智哲作   | 1991年03月16日 - 1993年07月31日 | 航空自衛隊幹部学校勤務                              | 防衛研究所第1研究部第4研究室長                                   |
| 13 | 戸來進     | 1993年08月01日 - 1995年03月31日 | 航空自衛隊第4術科学校第1教育部長                    | 航空自衛隊第2術科学校副校長                                      |
| 14 | 橋本國一   | 1995年04月01日 - 1996年12月15日 | 第3航空団副司令                                     | 防空指揮群司令 兼 府中基地司令                                   |
| 15 | 佐々木勇   | 1996年12月16日 - 1998年07月31日 | 第3航空団副司令                                     | 中央航空通信群司令 兼 市ヶ谷基地司令                             |
| 16 | 山下育宏   | 1998年08月01日 - 2000年11月30日 | 航空総隊司令部防衛部防衛課長                        | 航空自衛隊幹部学校研究部長                                       |
| 17 | 石川芳夫   | 2000年12月01日 - 2002年07月31日 | 調達実施本部調達管理第4課長                         | 防空指揮群司令 兼 府中基地司令                                   |
| 18 | 松田和彦   | 2002年08月01日 - 2004年03月31日 | 航空幕僚監部調査部調査課長                          | 情報本部情報官                                                   |
| 19 | 池田眞     | 2004年04月01日 - 2005年12月02日 | 航空幕僚監部人事教育部 人事計画課長                 | 中部航空方面隊司令部幕僚長                                       |
| 20 | 加藤眞澄   | 2005年12月03日 - 2007年03月31日 | 防空指揮群司令 兼 府中基地司令                      | 作戦情報隊司令                                                   |
| 21 | 田中和之   | 2007年04月01日 - 2008年08月01日 | 航空自衛隊幹部学校主任教官                          | 退職（空将補昇任）                                               |
| 22 | 狩集貴尚   | 2008年08月01日 - 2010年03月31日 | 航空自衛隊補給本部計画部長                          | 航空自衛隊幹部学校業務部長                                       |
| 23 | 渡邊清吉   | 2010年04月01日 - 2012年07月31日 | 航空幕僚監部総務部総務課 情報公開・個人情報保護室長 | 航空支援集団司令部総務部長                                       |
| 24 | 鈴木幹男   | 2012年08月01日 - 2014年03月31日 | 航空自衛隊補給本部情報処理部長                      | 航空中央業務隊付 →2014年6月5日 退職（空将補昇任）                |
| 25 | 山口裕康   | 2014年04月01日 - 2015年07月31日 | 作戦情報隊副司令                                    | 退職（空将補昇任）                                               |
| 26 | 小田紀彦   | 2015年08月01日 - 2018年03月08日 | 航空自衛隊補給本部計画部長                          | 航空開発実験集団司令部総務部長                                   |
| 27 | 三上吉孝   | 2018年03月09日 - 2020年12月20日 | 航空幕僚監部防衛部施設課長                          | 退職（空将補昇任）                                               |
| 末 | 松川昭紀   | 2020年12月21日 - 2023年03月15日 | 航空幕僚監部防衛部情報通信課長                      | 航空自衛隊幹部学校勤務 →2023年3月31日 航空自衛隊幹部学校教育部長 |